# Ophidion exul
Ophidion exul är en fiskart som beskrevs av Robins, 1991. Ophidion exul ingår i släktet Ophidion och familjen Ophidiidae. Inga underarter finns listade i Catalogue of Life.